# Cerro de Montevideo
Le cerro de Montevideo est une colline située dans ville de Montevideo, en bordure de la côte de la baie de Montevideo, en Uruguay.

## Géographie

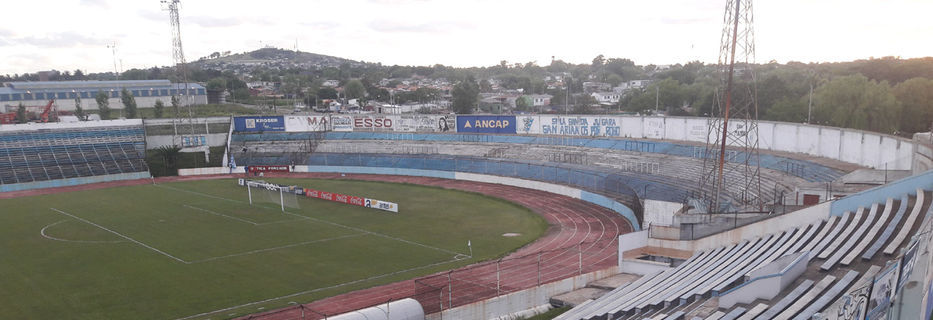
Le stade Tróccoli vu depuis la tribune Chili et, à l'horizon, le cerro de Montevideo.

Avec une altitude de 132 mètres, cette colline granitique relève de la partie méridionale de la Cuchilla Grande Inferior qui constitue une des ramifications géophysiques de la Cuchilla Grande et qui borde le nord de l'agglomération de Montevideo.
Sur les flancs du Cerro de Montevideo qui s'étend sur 70 hectares, divers quartiers se sont établis depuis le début du XXe siècle. Le quartier Villa del Cerro (anciennement Cosmópolis) se singularise comme étant majoritairement habité par des descendants d'immigrants venant de toute l'Europe. Les premiers vinrent de l'Espagne et de l'Italie, puis vers la fin du XIXe siècle et surtout au début du siècle suivant de la Lituanie, de la Pologne, de la Russie et de l'Arménie. Dans ce quartier, les rues ont été dénommées d'après les noms de ces pays ; de même dans les quartiers dépendant de la colline comme Cerro Norte ou El Tobogán.

## Histoire

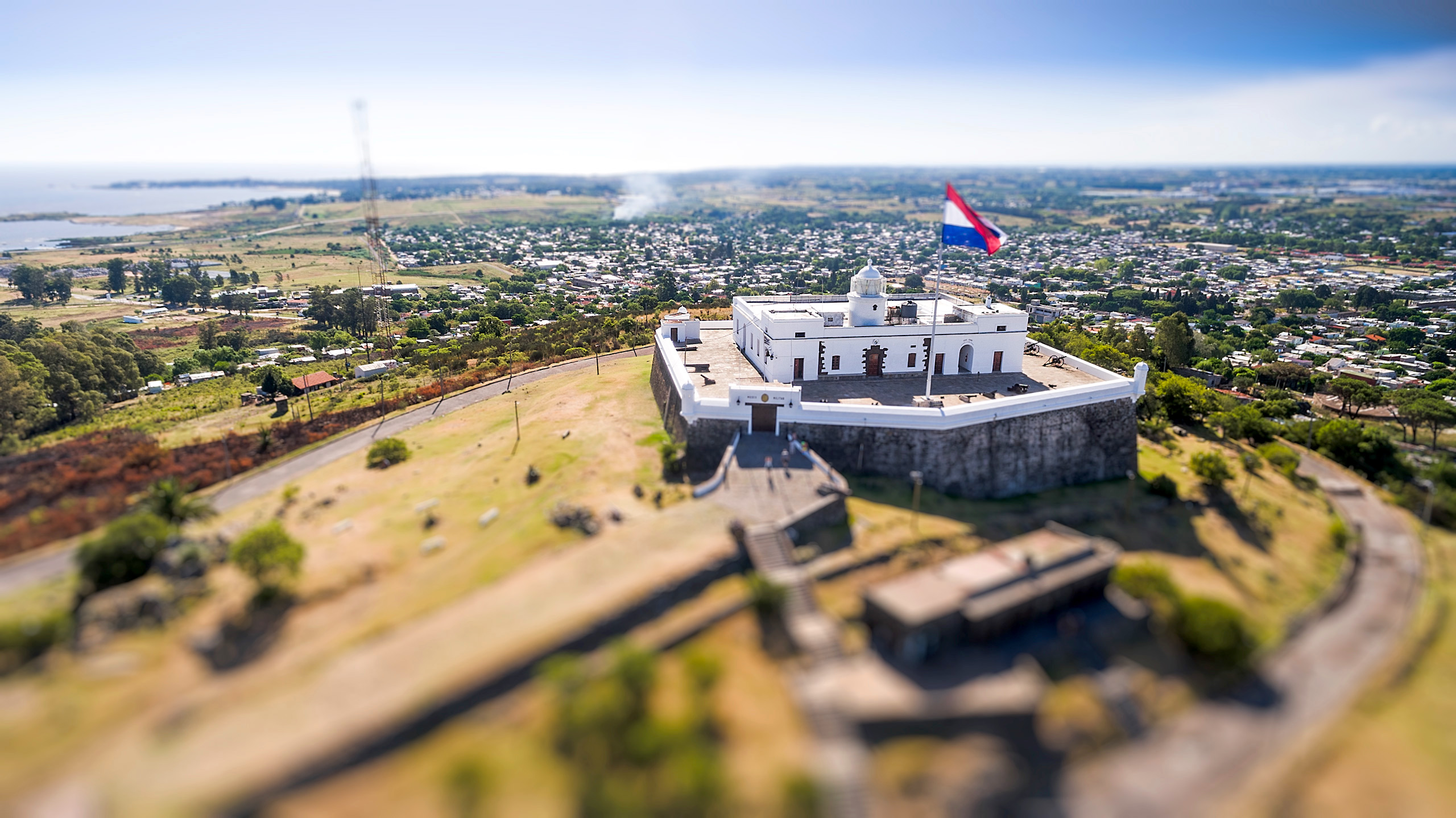
L'ancienne forteresse militaire établie sur le sommet du Cerro, maintenant un musée historique de Montevideo.

Cette colline nettement distincte depuis le littoral platéen fut choisie pour ses qualités éminemment géostratégiques par le militaire espagnol Bruno Mauricio de Zabala afin d'en faire un poste d'observation du port de Montevideo et de contrer les invasions maritimes.
En 1802, un phare fut établi sur le sommet du cerro de Montevideo pour guider les navigateurs qui entraient dans le port.
En 1809 débuta la construction de la Fortaleza del Cerro, appelée plus tard la Fortaleza General Artigas, pour assurer la protection du phare et du port. Les travaux furent achevés en 1811.
En 1939, après une restauration du bâtiment, il cessa de fonctionner comme un fort militaire et fut transformé en un musée, le Museo General Artigas.